# Global Information Grid
Pour les articles homonymes, voir GIG.

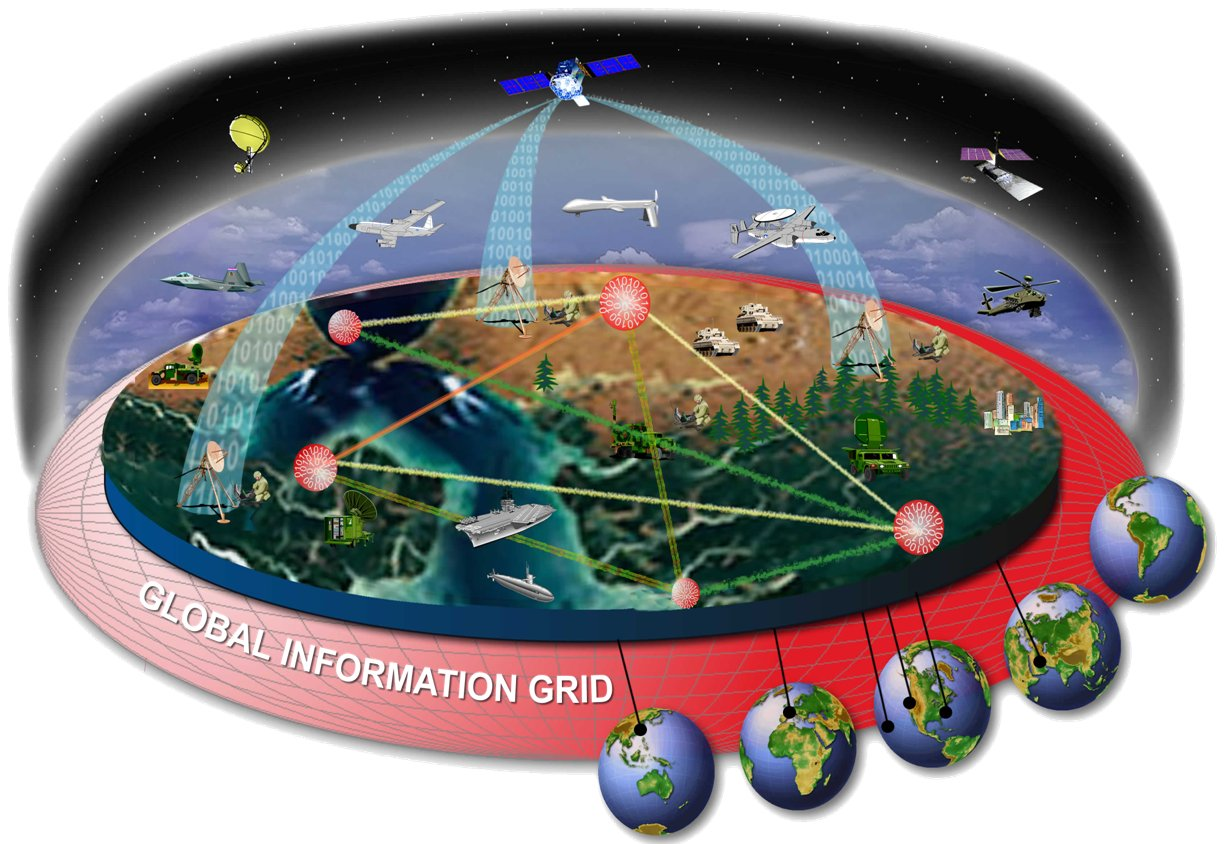
Vue schématique du Global Information Grid

Le Global Information Grid (GIG) est un réseau de transmission et de traitement de l'information maintenu par le département de la Défense des États-Unis (DoD). De façon plus descriptive, le GIG est un réseau mondial de transmission d'information, des procédés associés et du personnel servant à recueillir, à traiter, à sauvegarder, à transmettre et à gérer cette information. Le GIG la rend immédiatement disponible aux personnels militaires, aux responsables des politiques militaires et aux personnels de soutien. Il inclut toutes les infrastructures, achetées ou louées, de communications, électroniques, informatiques (incluant les logiciels et les bases de données) et de sécurité. Il est la manifestation la plus visible du network centric warfare (NCW).
Les spécifications du GIG ont été publiées par DoD le 22 septembre 1999 et le secrétaire adjoint à la Défense l'a officiellement mandaté le 19 septembre 2002 pour réaliser ce projet.
Bien qu'en 2008, les objectifs ambitieux du programme n'aient pas été réalisés, des communications informatiques entre les soldats et leurs commandants sur le champ de bataille ont été réalisés avec succès, les exemples les plus connus étant survenus pendant l'invasion de l'Irak de 2003.

## Raisons
Le NCW représente une modification radicale dans la culture militaire américaine, rejetant l'utilisation de puissantes machines de destruction autonomes, chars d'assaut modernes ou SNA par exemple, et favorisant le développement d'unités de combat interconnectées opérant de façon cohérente. 
Les principes du NCW sont, :
1. Une robuste force de combat relié à un solide réseau de communication améliore le partage d'information[trad 1] ;
2. Le partage d'information améliore la qualité de l'information ainsi que l'appréciation de la situation[trad 2] ;
3. L'appréciation de la situation permet une collaboration, l'auto-synchronisation, tout en améliorant la viabilité et la rapidité d'exécution[trad 3] ;
4. Ces trois principes augmentent de façon remarquable l'efficacité des missions[trad 4].

Pour le soldat sur le champ de bataille, l'appréciation de la situation augmenterait de façon remarquable s'il pouvait voir ce qu'un satellite en orbite peut voir. Une meilleure coordination des forces en présence pourrait améliorer la logistique des unités de combat lors de désastres naturels ou en situation de guerre.

## Infrastructure
Le secrétaire adjoint à la Défense pour le Network Integration and Infrastructure (ASD(NII)) en tant que CIO du DoD est l'ultime responsable du GIG. Son autorité s'étend à toutes les phases de la réalisation du GIG, de la conception au développement à l'implantation et à la maintenance.
Le Defense Information Systems Agency (DISA), mandaté par le CIO, supervise le GIG. DISA qualifie le GIG de data computing grid et a conçu une infrastructure complexe, appelée GIG Enterprise Services (ES), qui sert de fondement au système. ES contient une collection de services essentiels qui servent de fondements pour des composantes de bas niveau, lesquelles permettent de communiquer avec un soldat. ES permet, entre autres, le stockage distribué de données, la collaboration, les services de messagerie, la médiation et la protection des données circulant dans le GIG. Il offre également des interfaces pour faciliter la connectivité entre les différents clients du réseau. Lorsque le GIG sera complété, il sera capable de connecter toutes les ressources informatiques du DoD, de façon similaire à Internet.

## Implantation
En 2004, ES compte neuf services essentiels :
1. Stockage ;
2. Messagerie ;
3. Gestion des services aux entreprises ;
4. Découverte ;
5. Médiation ;
6. Protection des données ;
7. Hébergement de logiciels ;
8. Aide aux usagers ;
9. Collaboration.

Une directive de 2002 du DoD a de facto remplacé les infrastructures TIC en service dans le DoD par celles du GIG. Les différentes agences du DoD ont modifié leurs équipements pour s'aligner sur les contraintes de l'architecture du GIG.
En 2007, plus de 95 % des services de transmission du GIG sont fournis par des entreprises non militaires et plusieurs agences du DoD ont officiellement remis la gestion de leur partie du GIG à des entreprises non militaires. Il n'y a pas de délai d'exécution pour le complètement du GIG, bien que le DISA prévoyait la complétion du ES en 2005.

## Traductions de
1. ↑  (en) A robustly networked force improves information sharing
2. ↑  (en) information sharing enhances the quality of information and shared situational awareness
3. ↑  (en) shared situational awareness enables collaboration and self-synchronization and enhances sustainability and speed of command
4. ↑  (en) these, in turn, dramatically increase mission effectiveness